# Sonderfahndungsbuch Polen
La Sonderfahndungsbuch Polen fu una lista di proscrizione preparata dai nazisti tedeschi poco prima dell'inizio della Seconda Guerra Mondiale, per identificare oltre 61.000 polacchi: attivisti, membri dell'intellighenzia, insegnanti, attori, ex-ufficiali e altre persone importanti, che vennero internati oppure uccisi in seguito alla loro identificazione dopo l'invasione della Polonia .
La sua stesura inizia nel 1937  ad opera della “Zentralstelle IIP Polen”, unità dellaGeheime Staatspolizei o Gestapo, con l'aiuto di alcuni membri della minoranza tedesca in Polonia 
La lista includeva, oltre alle categorie già citate, anche nobili, preti cattolici, dottori, avvocati e perfino atleti che avevano partecipato ai Giochi Olimpici di Berlino 1936. Le persone venivano uccise sul posto dai membri dell'Einsatzgruppen e del Volksdeutscher Selbstschutz o mandate ai campi di concentramento. Le squadre della morte tedesche, inclusi l' Einsatzkommando 16 e l'EK-Einmann, cadevano sotto il diretto controllo dell'SS-Sturmbannführer Rudolf Tröger, con il comando generale di Reinhard Heydrich.